# Уваровская премия
Уваровская премия учреждена в 1856 году в память о графе С. С. Уварове, бывшем с 1818 года президентом Академии наук. Она присуждалась, в основном, за труды по русской истории, но среди её лауреатов были и драматические писатели.

## О премии
После смерти отца А. С. Уваров учредил в память о нём премию его имени за сочинения по русской истории и за драматические произведения, чтобы поощрить русских писателей к занятиям русской и славянской историей. В письме от 1 марта 1856 года на имя нового президента Академии наук Д. Н. Блудова он предложил вносить 3000 рублей ежегодно: из этой суммы одна большая награда должна была составить 1500 рублей, две меньшие — по 500 рублей и одна поощрительная — 500 рублей. Одновременно в Академию наук был отправлен проект правил присуждения Уваровских премий. Присуждались премии 2-м отделением Петербургской Академии наук.
В 1876 году граф А. С. Уваров заявил своём желании со следующего года исключить драматические произведения из числа сочинений, за которые может присуждаться премия. Он собирался соответствующим образом изменить «Положение о наградах», но так и не сделал этого до своей смерти. Хотя после смерти А. С. Уварова денежные взносы на награды не вносились, в течение 1885 и 1886 годов Академия наук всё же продолжала вручать награды за исторические сочинения за счёт небольшого капитала, образовавшегося от неприсуждённых поощрительных премий.
Наследники графа А. С. Уварова пожелали продолжать вручать премии, в том числе за драматические произведения.

## Лауреаты премии
См. также: Лауреаты Уваровской премии
1857 (I)
- Ровинский, Дмитрий Александрович — «История русских школ иконописания до конца XVII века» (малая)

1858 (II)
- премия не присуждалась

1859 (III)
- Лешков, Василий Николаевич — «Русский народ и государство. История русского общественного права до XVIII столетия» (малая)
- Энгельман, Август — «Хронологические исследования в области русской и ливонской истории в XIII и XIV столетиях» (малая)

1860 (IV)
- Островский, Александр Николаевич — «Гроза» (полная)
- Писемский, Алексей Феофилактович — «Горькая судьбина» (полная)
- Энгельман, Иван Егорович — «О приобретении права собственности на землю по русскому праву» (малая)
- Беляев, Иван Дмитриевич — «Крестьяне на Руси» (малая)

1862 (V)
- Ланге, Николай Иванович — «Исследование об уголовном праве Русской Правды» (малая)
- Власьев, Николай Сергеевич — «О вменении по началам теории и древнего русского права» (малая)
- Иловайский, Дмитрий Иванович — «История Рязанского княжества» (малая)
- Гильфердинг, Александр Фёдорович — «Борьба славян с немцами на Балтийском поморье в средние века» (малая)

1863 (VI)
- Забелин, Иван Егорович — «Домашний быт русских царей в XVI и XVII столетиях» (полная)
- Герье, Владимир Иванович — «Борьба за Польский престол в 1733 году» (малая)
- Морошкин, Михаил Яковлевич — «Славянский Именослов» (малая)
- Островский, Александр Николаевич — «Грех да беда на кого не живёт» (малая)

1864 (VII)
- Ровинский, Дмитрий Александрович — «Русские гравёры и их произведения с 1564 г. до основания Академии Художеств» (малая)
- Лавровский, Пётр Алексеевич — «Кирилл и Мефодий, как православные проповедники у западных Славян» (малая)

1865 (VIII)
- Похилевич, Лаврентий Иванович — «Сказание о населённых местностях Киевской губернии» (малая)
- Носович, Иван Иванович — «Алфавитный указатель старинных слов» (полная)

1866 (IX)
- Прозоровский, Дмитрий Иванович — «Монета и вес в древней России до конца XVIII в.» (малая)
- Савваитов, Павел Иванович — «Описание старинных царских утварей, одежд, оружия, ратных доспехов и конского прибора» (малая)
- Пыпин, Александр Николаевич — «Обзор истории славянских литератур» (совместно со В. Д. Спасовичем) (малая)

1867 (X)
- Чистович, Иларион Алексеевич — «Феофан Прокопович и его время» (малая)
- Афанасьев, Александр Николаевич — «Поэтические воззрения славян на природу» (малая)

1868 (XI)
- Закревский, Николай Васильевич — «Описание Киева» (малая)
- Лонгинов, Михаил Николаевич — «Новиков и Московские мартинисты» (малая)
- Морошкин, Михаил Яковлевич — «Иезуиты в России с царствования Екатерины II и до нашего времени» (малая)
- Сергеевич, Василий Иванович — «Вече и князь. Русское государственное устройство во времена князей Рюриковичей» (малая)
- Карпов, Геннадий Фёдорович — «История борьбы Московского государства с польско-литовским (1462—1508)» (малая)
- Смирнов, Сергей Константинович — «История Троицкой Лаврской семинарии» (малая)
- Данилевский, Григорий Петрович — «Украинская старина» (малая)

1869 (XII)
- Голубинский, Евгений Евсигнеевич — «Св. Константин и Мефодий, апостолы славянские» (полная)
- Энгельман, Иван Егорович — «О давности по русскому гражданскому праву» (малая)
- Горчаков, Михаил Иванович — «Монастырский приказ 1649—1725» (малая)
- Котляревский, Александр Александрович — «О погребальных обычаях языческих славян» (малая)
- Стасов, Владимир Васильевич — «О происхождении русских былин» (малая)
- Макушев, Викентий Васильевич — «Исследования об исторических памятниках и бытописателях Дубровника» (малая)
- Хрущов, Иван Петрович — «Исследование о сочинениях Иосифа Санина преподобного игумена Волоцкого» (малая)

1870
- Ровинский, Дмитрий Александрович — «Русские гравёры и их произведения с 1564 года до основания Академии Художеств»

1871
- Морошкин, Михаил Яковлевич — «Сравнительно-критические наблюдения над слоевым составом народного русского эпоса. Илья Муромец и богатырство Киевское» (малая)

1872
- Ламбин, Николай Петрович — «Опыт восстановления и объяснения Несторовой летописи»
- Горчаков, Михаил Иванович — «О земельных владениях всероссийских митрополитов, патриархов и Св. Синода»

1873
- Барсов, Николай Павлович — «Очерки русской исторической географии. География первоначальной летописи»

1874
- Шейн, Павел Васильевич — «Белорусские народные песни…»

1875
- Толстой, Юрий Васильевич — «Первые сорок лет сношений между Россией и Англией. 1553—1593»

1876
- Бодуэн де Куртенэ, Иван Александрович — «Опыт фонетики резьянских говоров» и другие труды о славянах северной Италии.

1877 (XX)
- Гедеонов, Степан Александрович — «Варяги и Русь» (малая)
- Толстой, Юрий Васильевич — «Первые сорок лет сношений между Россией и Англией 1553—1593» (малая)
- Попов, Александр Николаевич — «Сношения России с европейскими державами перед войной 1812 г.», «Москва в 1812 г.», «Французы в Москве в 1812 г.» (малая)
- Богданович, Модест Иванович — «Восточная война 1853—1856 годов» (малая)
- Борзаковский, Владимир Степанович — «История Тверского княжества» (малая)
- Сергий (Спасский) — «Полный месяцеслов Востока Том 1. Восточная Агиология» (малая)

1878
- Потебня, Александр Афанасьевич
- Воронов, Александр Дмитриевич — «Главнейшие источники для истории святых Кирилла и Мефодия» (малая); рецензия Е. Е. Голубинского

1879
- Потебня, Александр Афанасьевич

1880
- Брун, Филипп Карлович — «Черноморье. Сборник исследований по исторической географии Южной России»

1881
- Голубинский, Евгений Евсигнеевич — «История Русской Церкви» (полная)

1882
- Кобеко, Дмитрий Фомич — «Цесаревич Павел Петрович (1754—1796)»

1883
- Горчаков, Михаил Иванович — «О тайне супружества. Происхождение, историко-юридическое значение и каноническое достоинство 50-й главы печатной Кормчей Книги»

1885
- Голубев, Степан Тимофеевич — «Киевский митрополит Петр Могила и его сподвижники» (малая)

1886
- Голубев, Степан Тимофеевич — «История Киевской духовной академии (период домогилянский)»
- Петров, Николай Иванович — «Очерки истории украинской литературы XIX века»

1887
- Багалей, Дмитрий Иванович — «Очерки из истории колонизации и быта степной окраины Московского государства»

1888
- Соколов, Матвей Иванович — «Материалы и заметки по старинной славянской литературе»

1889 (XXXI)
- Шмурло, Евгений Францевич — «Митрополит Евгений как ученый. Ранние годы жизни (1767—1804)» (малая)
- Губерти, Николай Васильевич — «Материалы для русской библиографии» (малая)
- Семевский, Василий Иванович — «Крестьянский вопрос в России в XVIII и первой половине XIX века» (малая)
- Платонов, Сергей Фёдорович — «Древнерусские сказания и повести о Смутном времени XVII века, как исторический источник» (малая)
- Мочульский, Василий Николаевич[вд] — «Историко-литературный анализ „Стиха о Голубиной книге“» (малая)

1890 (XXXII)
1891
- Грот, Константин Яковлевич — «Из истории Угрии и славянства в XII в. (1147—1173)» (малая)

1892 (XXXIII)
- Чечулин, Николай Дмитриевич — «Города Московского государства в XVI веке»

1893
- Белозерская, Надежда Александровна — «Василий Трофимович Нарежный»

1895 (XXXVII)
- Лазаревский, Александр Матвеевич — «Описание старой Малороссии» (малая)
- Леонтович, Фёдор Иванович — «Очерки истории литовско-русского права. Образование территории Литовского государства» (малая)
- Миклашевский, Иван Николаевич — «К истории сельскохозяйственного быта московского государства. Заселение и сельское хозяйство южной окраины XVII в.» (малая)
- Брайловский, Сергей Николаевич[вд] — «Один  из  пестрых  XVII-го  века» (малая)
- Рункевич, Стефан Григорьевич — «История Минской архиепископии (1793—1832 гг.)» (малая)

1896
- Смирнов, Иван Николаевич — «Восточные финны, историко-этнографический очерк»
- Кейслер, Фридрих — «Окончание первоначального русского владычества в Прибалтийском крае в XIII столетии»

1897
- Барсов, Тимофей Васильевич — «Синодальные учреждения прежнего времени»

1899
- Голубев, Степан Тимофеевич — «Киевский митрополит Петр Могила и его сподвижники» (полная)

1900
- Харлампович, Константин Васильевич — «Западно-русские православные школы XVI и начала XVII в., отношение их к инославным…»

1904 (XLVI)
- Дягилев, Сергей Павлович — «Русская живопись в XVII веке, том I. Д. Г. Левицкий» (полная)
- Богословский, Михаил Михайлович — «Областная реформа Петра Великого. Провинция. 1719—1727 гг.» (малая)
- Горяинов, Сергей Михайлович — «Руководство для консулов» (малая)

1905 (XLVII)
- Фирсов, Николай Николаевич — «Правительство и общество в их отношениях к внешней торговле России в царствование императрицы Екатерины II» (малая)

1906
- Бенешевич, Владимир Николаевич — «Канонический сборник XIV титулов со второй четверти VII века до 883 года. К древнейшей истории источников права греко-восточной церкви»

1909
- Стороженко, Андрей Владимирович — «Стефан Баторий и днепровские козаки: исследования, памятники, документы и заметки»

1910
- Титлинов, Борис Васильевич — «Духовная школа в России в XIX ст.» (малая); рецензия Н. Н. Глубоковского

1914
- Бенешевич, Владимир Николаевич — «Синагога в 50 титулов и другие юридические сборники Иоанна Схоластика»

1917
- Веселовский, Степан Борисович — «Сошное письмо»

также
- Аничков, Евгений Васильевич — «Весенняя обрядовая песня на Западе и у славян»
- Арсений (Стадницкий) — «Исследования и монография по истории Молдавской Церкви»
- Барсов, Елпидифор Васильевич
- Галахов, Алексей Дмитриевич — «История русской словесности, древней и новой»
- Гезен, Август Матвеевич — «История славянского перевода символа веры»
- Георгиевский В. Т. — «Фрески Ферапонтова монастыря»
- Головацкий, Яков Фёдорович — «Народные песни Галицкой и Угорской Руси»
- Епанчин, Николай Алексеевич — «Очерк похода 1829 г. в Европейской Турции» (полная)
- Забелин, Иван Егорович — «О металлическом производстве в России до XVI в.»
- Извеков, Николай Дмитриевич — «Московские кремлёвские дворцовые церкви»
- Киприанович, Григорий Яковлевич — «Жизнь Иосифа Семашки, митрополита литовского и виленского, и воссоединение западно-русских униатов с православной церковью в 1839 г.»
- Майков, Леонид Николаевич
- Никольский, Константин Тимофеевич
- Попов, Андрей Николаевич — «Историко-литературный обзор древнерусских полемических сочинений против латинян XI—XV в.»
- Попов, Нил Александрович — «Россия и Сербия. Исторический очерк русского покровительства Сербии с 1806 г. по 1856 г.» (малая)
- Сомов, Андрей Иванович
- Шпилевский, Сергей Михайлович

А. Н. Неустроев, которому была присуждена премия за труд «Историческое розыскание о русских повременных изданиях и сборниках за 1703—1802 годы»" (1884), отказался от неё в пользу составителя тождественного труда за первую половину XIX века.